# Dašdzevegín Pürevsüren
Dašdzevegín Pürevsüren nebo Pürevsüren Dašdzeveg (* 1972) je bývalý mongolský zápasník – sambista a judista.

## Sportovní kariéra
Pochází z ajmagu Övörchangaj z chalchské kočovné rodiny. Od dětství se věnoval tradičnímu mongolskému zápasu böch, ve kterém je několikanásobným mistrem své oblasti. Pravidelně se účastnil populárního turnaje Nádam v Ulánbátaru (naposledy v roce 2016). V sambistické a judistické reprezentaci se pohyboval od počátku devadesátých let dvacátého století. Je mistrem světa v zápasu sambo z roku 1994 ve velterové váze do 74 kg. V judu se na mezinárodní úrovni výrazně neprosazoval. Na olympijských hrách nestartoval. Po skončení sportovní kariéry se věnoval trenérské práci.

## Výsledky

### Judo
| Turnaj            | 1997         | 1998         | 1999         | 2000         |
| Turnaj            | 25           | 26           | 27           | 28           |
| Turnaj            | střední váha | střední váha | střední váha | střední váha |
| ----------------- | ------------ | ------------ | ------------ | ------------ |
| Olympijské hry    |              |              |              | —            |
| Mistrovství světa | —            |              | úč.          |              |
| Asijské hry       |              | 3.           |              |              |
| Mistrovství Asie  | ?            |              | ?            | ?            |

### Sambo
| Turnaj            | 1992 | 1993 | 1994 | 1995 | 1996 | 1997 | 1998 | 1999 |
| Turnaj            | 20   | 21   | 22   | 23   | 24   | 25   | 26   | 27   |
| Turnaj            | -74  | -74  | -74  | -74  | -74  | -82  | -82  | -82  |
| ----------------- | ---- | ---- | ---- | ---- | ---- | ---- | ---- | ---- |
| Mistrovství světa | 3.   | ?    | 1.   | ?    | 5.   | ?    | úč.  | úč.  |